# Maria Tudor, Rainha de França
Maria Tudor (em inglês: Mary Tudor; 18 de março de 1496 — 25 de junho de 1533) foi uma Princesa da Inglaterra por nascimento, e pelo casamento com o Rei Luís XII, Rainha Consorte da França e pelo seu segundo casamento, Duquesa de Suffolk. Irmã de Henrique VIII da Inglaterra, foi avó de Joana Grey, a chamada “Rainha de Nove Dias”.

## Infância e noivado com Carlos de Habsburgo
Maria nasceu no Palácio de Sheen, filha de Henrique VII da Inglaterra e de Isabel de Iorque, a mais nova dos filhos do casal que sobreviveram à infância. Órfã de pai e de mãe aos catorze anos, desfrutou duma liberdade sem precedentes na corte de seu irmão, de quem era bastante próxima. Ao atingir a maturidade, era considerada das princesas europeias mais atraentes de seu tempo. O irmão Henrique VIII tinha-lhe muito apreço: deu o nome de Maria à sua filha e batizou o seu navio preferido como Mary Rose, em sua honra.
Em 21 de dezembro de 1507, pelo Tratado de Calais, quando tinha onze anos, Maria foi prometida em casamento a Carlos de Habsburgo, duque da Borgonha, quatro anos mais novo que ela, sobrinho materno de Catarina de Aragão. O casamento foi combinado para 1514, quando o noivo atingisse catorze anos. A promessa foi renovada por Henrique VIII em outubro de 1513, mas Maximiliano I, avô do noivo e responsável pelo mesmo, cancelou o compromisso. Há historiadores que afirmam que foi Henrique VIII quem cancelou, depois de atrasos diplomáticos e entendimentos secretos com a Santa Sé e o imperador.
A segunda escolha para seu marido foi Luís XII, 34 anos mais velho, viúvo e sem filhos varões. Alegadamente, Maria opôs-se à ideia, mas acabou cedendo e tornando-se Rainha Consorte de França.

## Rainha da França
Maria casou por procuração em Greenwich, em 13 de agosto de 1514, com o duque de Longueville representando o noivo. Viajou de Dover para Bolonha em 2 de outubro e o tempo estava tão terrível que, dos catorze navios de sua escolta, apenas quatro chegaram ao porto com ela - os demais tendo que se abrigar em outros portos. Levada por Sir Christopher Garnish de Montreuil a Abbeville, vestia tecido de ouro sobre vermelho com mangas apertadas no estilo inglês. O marido a encontrou por acidente cuidadosamente arranjado e ali casaram de novo, em 9 de outubro de 1514.
Maria foi coroada rainha da França em 5 de novembro. A maior parte de suas damas voltaram para a Inglaterra, ficando poucas, dentre as quais, as irmãs Ana e Maria Bolena. O casamento duraria pouco: Luís XII morreu subitamente no ano-novo de 1515, estando casados há apenas três meses.
Enviuvando após 82 dias, Maria imediatamente foi colocada em seclusão estrita durante quarenta dias no Hotel de Cluny, isolada de todos (à exceção do rei e de seu confessor), como mandava a tradição monárquica francesa, a fim de dirimir dúvidas sobre se estaria grávida do falecido rei. Escreveu ao irmão Henrique VIII em janeiro de 1515, duas semanas depois de enviuvar, suplicando que entrasse em contato com o novo rei, Francisco I para que pudesse voltar para casa: 
| “ | Sir, I beseech your grace that you will keep all the promises that you promised me when I took my leave of you by the waterside. Sir, your grace knoweth well that I did marry for your pleasure at this time and now I trust you will suffer me to marry as me liketh for to do... wherefore I beseech your grace for to be a good lord and brother unto me. Tradução Livre: Senhor, peço a Vossa Graça que mantenha todas as promessas que me fez quando nos despedimos à beira-mar. Senhor, Vossa Graça bem sabe que casei desta vez para sua satisfação e agora espero que aceite que eu me case a meu gosto... Portanto, peço a Vossa Graça que seja um bom senhor e irmão para comigo. | ” |

## Casamento secreto com Carlos Brandon

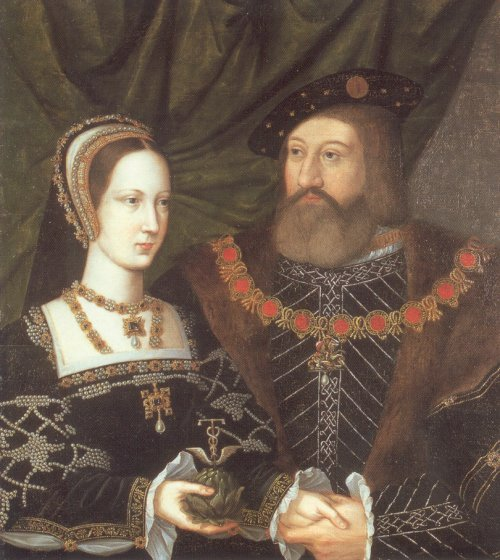
Maria Tudor e o segundo marido, o Duque de Suffolk

Maria Tudor regressou para a Inglaterra e depressa retomou a sua relação com Carlos Brandon, Duque de Suffolk, o melhor amigo de Henrique VIII. Já em 1514, muitas das pessoas próximas ao rei conheciam a forte ligação de ambos, inclusive o próprio Henrique VIII.
Maria soube que Brandon vinha à França para negociar seu retorno para a Inglaterra - e o de seu dote. Havia rumores de que Henrique VIII pretendia casá-la com o príncipe Carlos (seu antigo noivo) e Maria decidiu agir.
Encontrou um aliado no novo rei, Francisco I, genro de seu falecido esposo Luís pois casado com Cláudia de França. Francisco sabia que a aliança com a Inglaterra estava findando e não queria que Maria fosse casada com um príncipe de Habsburgo. Francisco I sabia que Suffolk estava a caminho da França para negociar o retorno da Rainha, de suas jóias e seu dote. Suffolk fora enviado com a promessa a Henrique de manter formais suas relações. Chegando em 27 de janeiro, teve um encontro com Francisco I em Senlis, cinco dias depois, que possivelmente arranjou o seu casamento com Maria, a 3 de março de 1515, em Paris.

## Pagando caro
As consequências da união vieram rapidamente. Em troca de apoio, Francisco I exigiu a aquiescência do Duque em muitas questões sobre o dote de Maria, enquanto que Henrique e Wolsey queriam que ele fosse firme e rejeitasse as exigências do rei francês. A notícia do casamento se espalhou, Maria suspeitava que estivesse grávida. Suffolk sabia que não podia mais adiar a confissão. Escreveu ao cardeal Wolsey, arcebispo de York, e ao Lorde Chanceler da Inglaterra. Queria arranjar uma cerimônia matrimonial pública, pois um casamento secreto podia ser invalidado. Temia que o conselho real incitasse uma anulação do casamento. Muitos não consideravam o duque um par adequado para uma princesa e outros queriam promover uma política pró-Habsburgo na qual o novo casamento de Maria poderia ter um papel. Mas o que mais importava era a reação de Henrique.
Francisco I afinal permitiu-lhe ficar com alguns dos presentes de Luís XII e Maria pôde partir para a costa francesa em abril. Escreveu novamente para Henrique em Calais, contando-lhe que estava sob sua jurisdição (Calais era dominada pelos ingleses) e que iria para a Inglaterra somente se ele permitisse. Caso contrário, ela permaneceria em Calais, se assim ele desejasse. Henrique, entretanto, graças à intervenção do cardeal Wolsey e ao afeto que sentia por Carlos e por Maria, acabou perdoando o casal e permitindo seu retorno à Inglaterra. Todavia, o perdão real não foi gratuito. Maria teve que ceder todas as suas jóias e a prata que vieram da França e assinou um contrato de pagamento das 24 000 libras gastas em seu primeiro casamento, nas prestações anuais de 4 000 libras.

## Casamento público com Brandon
Carlos e Maria se casaram novamente no Palácio de Greenwich, em 13 de maio, na presença de Henrique e de sua esposa Catarina de Aragão. Houve festa e celebrações apenas familiares e os embaixadores estrangeiros ficaram na dúvida se deviam parabenizar o casal. A situação era incomum e havia quem desaprovasse a união, principalmente dentre os conselheiros reais. Mas não houve ressentimento ou rancor de forma geral. A “história de amor” do casal cativou muitos e logo voltaram às graças do rei.
Maria ficou grávida alguns meses mais tarde, ao mesmo tempo que a sua cunhada Catarina. Com a história de abortos e natimortos da Rainha, poucos esperavam sucesso, mas Catarina, em 18 de fevereiro de 1516, deu à luz sua única filha a que iria sobreviver, Maria, que se tornaria Rainha da Inglaterra como Maria I Tudor. A duquesa de Suffolk, mais feliz, deu à luz em 11 de março de 1516 um saudável menino que foi batizado Henrique em homenagem ao tio, o qual foi seu padrinho junto com o cardeal Wolsey. No verão de 1517, estavam outra vez no palácio de Richmond, Maria outra vez grávida, e em 16 de julho de 1517 nasceu sua filha Frances; outra filha, Eleanor, nasceu em 1519.

## Últimos anos e falecimento
Os últimos anos de Maria foram marcados pelas disputas entre os Suffolk e o partido de Ana Bolena, que se tornara a favorita de Henrique VIII.
Maria faleceu em Westhorpe, Suffolk, aos 38 anos, provavelmente de câncer. A notícia de sua morte foi ofuscada pelo nascimento do bebé de Ana Bolena, a futura Isabel I.
O rei ordenou rezar missas para ela na Abadia de Westminster, mas não mostrou qualquer outro sinal de luto pela irmã. Sua morte em 26 de junho foi mais sentida no condado de Suffolk, onde ela fora popular e respeitada. Brandon também não compareceu. O caixão ficou exposto durante um mês em Westhorpe e depois sepultado na Abadia de Bury St Edmunds em 22 de julho. A igreja e o túmulo foram destruídos durante a dissolução dos mosteiros, mas o caixão foi salvo e movido para uma igreja próxima, dedicada a Santa Maria.
O marido depressa a substituiu, casando com a prometida do filho, Henrique, de 18 anos, o conde de Lincoln: tratava-se de Catarina Willoughby, sua pupila de 14 anos, filha do Lorde Willoughby de Eresby e da dama de honra de Catarina de Aragão. Teve dela dois filhos. Logo após o casamento do pai, o conde de Lincoln morreu, tuberculoso.

## Descendência
Carlos e Maria tiveram três filhos:
- Henry Brandon, Conde de Lincoln (11 de março de 1523 - 8 de março de 1534), tuberculoso, primeiro Conde de Lincoln. Faleceu aos 11 anos.
- Francisca Brandon (16 de julho de 1517 - 20 de novembro de 1559), casada com Henrique Grey, 3.º marquês de  Dorset, pais de Joana ou Jane Grey. Está  sepultada em Westminster e foi Duquesa de Suffolk.
- Leonor Brandon (1519 - 27 de setembro de 1547), casada com Henrique ou Henry Clifford, 2.º conde de Cumberland (1517–1570), filho do 1º conde, Henrique, 11º Lord Clifford. O condado de Cumberland pertenceu à família Clifford de 1525 a 1643. Casou depois com Adrian Stokes (morto em 1581). Sua filha, Lady Margarida Clifford (1540–1596) casou com Henrique Stanley (morto em 1593), 4.° conde ou earl of Derby em 1521 que, em 1557 alguns consideravam a herdeira legítima.